# گیلرمو وارلا
گیلرمو وارلا اولیورا (به انگلیسی: Guillermo Varela Olivera) (زاده ۲۴ مارس ۱۹۹۳) بازیکن فوتبال اهل اروگوئه است.

## دوران حرفه‌ای
او در مونته‌ویدئو به دنیا آمد و فوتبالش را در باشگاه پنارول شروع کرد. در ۵ ژوئن ۲۰۱۱، اولین بازی رسمی‌اش را برای تیم بزرگسالان انجام داد.
بعد از نمایش خوب در بازی‌های جوانان آمریکای جنوبی ۲۰۱۳، وارلا ۲ هفته را به صورت آزمایشی در منچستر یونایتد گذراند.
در ۷ ژوئن ۲۰۱۳، منچستر یونایتد اعلام کرد که برای انتقال وارلا با باشگاه پنارول به توافق رسیده‌است. مبلغ انتقال اعلام نشد ولی گفته می‌شود مبلغ ۲٫۸ میلیون یوروست. او اولین خرید دیوید مویس محسوب می‌شود. وارلا با منچستر یونایتد قراردادی پنج ساله امضا کرد.